# NGC 919
NGC 919 je spirální galaxie v souhvězdí Berana. Její zdánlivá jasnost je 14,5m a úhlová velikost 1,2′ × 0,3′. Je vzdálená 467 milionů světelných let, průměr má 165 000 světelných let. Galaxii objevil 5. září 1864 Albert Marth.